# NGC 1394
NGC 1394 este o galaxie lenticulară situată în constelația Eridanul. A fost descoperită în 1886 de către Francis Leavenworth. Se află la o distanță de 58 de megaparseci de Pământ.